# Nepenthes vieillardii
Nepenthes vieillardii is een vleesetende bekerplant uit de familie Nepenthaceae. De soort is endemisch in Nieuw-Caledonië en heeft het meest oostelijke verspreidingsgebied van alle Nepenthes-soorten. Zijn natuurlijke habitat bestaat uit droge bossen. Het bekerblad van de plant is een broedplaats voor steekmuglarven, waaronder  Tripteroides caledonicus.

## Naamgeving
Nepenthes vieillardii is vernoemd naar Eugène Vieillard, een botanicus die van 1861 tot 1867 specimens verzamelde in Nieuw-Caledonië en Tahiti.

## Variëteiten
Er worden vier variëteiten onderscheiden:
- Nepenthes vieillardii var. deplanchei Dub., 1906

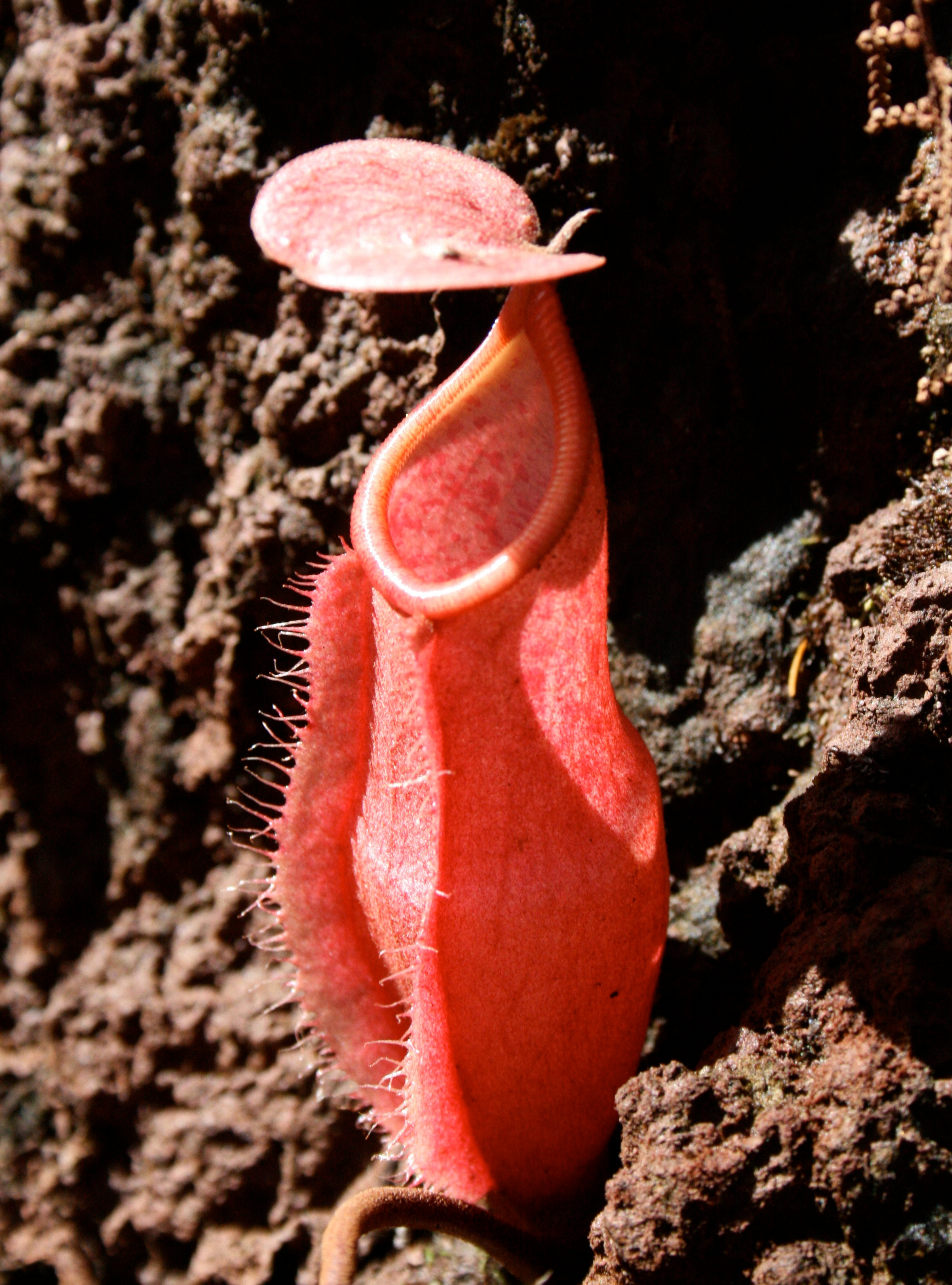
Een bekerblad van Nepenthes vieillardii in Rivière Bleue

- Nepenthes vieillardii var. humilis (Moore) Guillaum., 1964
- Nepenthes vieillardii var. minima Guillaum., 1953
- Nepenthes vieillardii var. montrouzieri (Dub.) Macfarl., 1908

... · 
N. alata · 
N. albomarginata · 
N. ampullaria · 
N. argentii · 
N. aristolochioides · 
N. attenboroughii · 
N. bicalcarata · 
N. bokorensis · 
N. bongso · 
N. boschiana · 
N. burkei · 
N. campanulata · 
N. chaniana · 
N. danseri · 
N. deaniana · 
N. densiflora · 
N. diatas · 
N. distillatoria · 
N. edwardsiana · 
N. ephippiata · 
N. gracilis · 
N. gymnamphora · 
N. hirsuta · 
N. inermis · 
N. insignis · 
N. jamban · 
N. khasiana · 
N. lamii · 
N. leyte · 
N. lingulata · 
N. lowii · 
N. macfarlanei · 
N. macrophylla · 
N. madagascariensis · 
N. masoalensis · 
N. maxima · 
N. mirabilis · 
N. monticola · 
N. northiana · 
N. ovata · 
N. peltata · 
N. pervillei · 
N. pitopangii · 
N. rafflesiana · 
N. rajah ·
N. rhombicaulis · 
N. rosea ·
N. sanguinea · 
N. sibuyanensis · 
N. spathulata · 
N. tenax · 
N. tenuis · 
N. veitchii ·
N. ventricosa ·
N. vieillardii ·
N. villosa · 
...